# Candona simpsoni
Candona simpsoni är en kräftdjursart som beskrevs av Sharpe 1897. Candona simpsoni ingår i släktet Candona och familjen Candonidae. Inga underarter finns listade.